# Далеко је Сунце
Далеко је Сунце је први роман српског и југословенског писца Добрице Ћосића, објављен 1951. године. Сматра се првим југословенским романом који је комплексније приказао ликове и догађаје народноослободилачке борбе, за разлику од дотадашњег црно-белог начина приказивања. Осим комплексног приказа одређених ликова, роман приказује и сељаке у Србији током револуције.

## Радња
Роман приказује Расински партизански одред током 1943. и сукобе међу члановима штаба који настају након неслагања око даљих акција, након што одред постане деморалисан и нађе се без везе са вишим партијским и војним руководством. Након што дође до немачких и бугарских одмазди над сељацима након борбе између партизана и Немаца, поједини чланови одреда постају озбиљно деморалисани, и почињу да предлажу привремено расформирање одреда.

## Утицаји
Роман Далеко је Сунце је у социјалистичкој Југославији био школска лектира.

## Екранизација
Роман је доживео екранизацију 1953. када је по њему снимљен истоимени филм у режији Радоша Новаковића.

## Занимљивости
Добрица Ћосић је током Другог светског рата био политички комесар у Расинском партизанском одреду, који је приказао у роману.
Албум из 1988. године нишке групе Галија носи исти наслов као и ова књига.